# Angreaal
Angrealen, Sa'angrealen en Ter'angrealen zijn voorwerpen waarmee de Ene Kracht kan geleid worden in de fantasyboekenserie Het Rad des Tijds van schrijver Robert Jordan.
Ze werden gemaakt in de Eeuw der Legenden, meer dan 3000 jaar geleden. De kennis is sinds het Breken van de Wereld verloren gegaan. Angrealen zijn na verloop van tijd zeer zeldzaam geworden.

## Angreaal
Een Angreaal is het eenvoudigste voorwerp en wordt gebruikt om meer Kracht te kunnen geleiden dan een Geleid(st)er eigenlijk aankan. Ze bezitten dan ook een buffer die voorkomt dat een geleid(st)er zichzelf opbrandt Er zijn mannelijke en vrouwelijke Angrealen. Er zijn Angrealen in verschillende vormen en materialen. Toch zijn de meeste vrij klein zodat ze met gemak mee kunnen genomen worden. Het grootste deel van de Angrealen is in het bezit van de Witte Toren, maar er zijn er ook in de Steen van Tyr, Rhuidean en bij de Kinsvrouwen.

## Sa'angreaal
Een Sa'angreaal is een sterkere versie van een gewone Angreaal. Het lijkt op een Angreaal, die dezelfde functie kan vervullen, maar staat toe aan een geleider om veel meer van de Kracht te kunnen geleiden. Er bestaan Sa'angrealen voor zowel mannelijke als vrouwelijke geleiders. 

### Callandor
Voorbeelden van Sa'angrealen zijn Callandor, het Onberoerde Zwaard. Het is het enige (Sa')angreaal dat in de vorm van een zwaard is gemaakt. Het mist ook de buffer die beschermt tegen het opbranden.

### Choedan Kal
Een ander voorbeeld zijn de Choedan Kal, de twee enorme Sa'angrealen waarvan de mannelijke zich in Tremonsien, vlak bij de stad Cairhien bevindt, en de vrouwelijke op het eiland Tremalkin. Deze Choedan Kal zijn echter te gevaarlijk omwille van de enorme hoeveelheden Kracht die ze kunnen geleiden, en kunnen enkel veilig worden gebruikt door Ter'angrealen, die miniaturen zijn van de Choedan Kal. Gezegd wordt dat als beide standbeelden gelijk gebruikt worden, ze in staat zijn om de wereld opnieuw te breken.

## Ter'angreaal
Een Ter'angreaal is een voorwerp van de Ene Kracht met een speciaal doel. Omdat de meeste Ter'angrealen voor het Breken gemaakt werden, is het eigenlijke nut vaak onbekend. Sommige Aes Sedai weiden hun leven aan het uitzoeken van het nut, soms met opbranden of de dood tot gevolg.

### Eedstaf
De Eedstaf is een Ter'angreaal dat beloften bindend maakt. De Aes Sedai gebruiken hem om de Drie Geloften af te leggen. De Eedstaf kan ook gebruikt worden om beloften ongedaan te maken

### Droomter'angrealen
Dit zijn Ter'angrealen die gebruikt kunnen worden om naar Tel'aran'rhiod, de dromenwereld, te gaan. Voor sommige Ter'angrealen moet je Geest geleiden. Andere kunnen ook gebruikt worden door mensen die niet kunnen geleiden. 

### Poortter'angrealen
Hier zijn ook verschillende versies van. Er zijn Rode Poorten die je naar het land van de slangen en vossen brengen (ook bekend als de Aelfinn en de Eelfinn). De Aelfinn beantwoorden drie vragen over je toekomst (mits ze zinnig zijn en niet te maken hebben met de Schaduw), de Eelfinn vervullen drie wensen, na het vaststellen van een prijs die de bezoeker moet betalen. Wordt de prijs niet genoemd, dan is het aan de Eelfinn om de prijs te kiezen (wat vaak onplezierig is voor de bezoeker). Een andere poortter'angreaal wordt gebruikt bij de proef om Aanvaarde te worden. Een poort naar het verleden, het heden en de toekomst. Als de proef slaagt mogen ze Aanvaarde worden. Zo niet worden ze weggestuurd.

### Schaal der Winden
De Schaal der Winden is een krachtig, lang verloren gewaand Ter'angreaal. Het werd door de Atha'an Miere gebruikt om het weer te regelen. Het gebruikt zowel saidin als saidar, ook als er maar een van de twee in geleid wordt.

### A'dam
Een a'dam is een door de Seanchanen gebruikt Ter'angreaal dat in staat is een geleid(st)er te ketenen en de bevelen van een andere op te laten volgen. Een geketende wordt een damane genoemd. De leider een Sul'dam. 